# 玛丽亚·亚历山德罗芙娜·普鲁萨科娃
玛丽亚·亚历山德罗芙娜·普鲁萨科娃（俄语：Мария Александровна Прусакова，羅馬化：Mariya Aleksandrovna Prusakova，1989年12月25日—），也叫玛莎·普鲁萨科娃，是一名俄罗斯女子单板滑雪运动员。她曾参加2006年冬季奥林匹克运动会单板滑雪女子U型场地技巧比赛，获得第32名。